# Bojanakyrkan
Bojanakyrkan är en medeltida bulgarisk-ortodox kyrkobyggnad belägen vid utkanten av Bulgariens huvudstad Sofia. Den ståtliga byggnaden inkluderar tre byggnader, byggda på 900-talet, 1200-talet och på 1800-talet.
Kyrkan tillhör det bulgarisk-ortodoxa stiftet Sofias stift.
Kyrkan är världskänd för sina fresker från 1259. De utgör ett andra lager över målningar från tidigare århundraden och representerar ett av de mest kompletta och välbevarade monumenten över östeuropeisk medeltidskonst. Totalt skildras 89 scener med 240 människor på kyrkans väggar. Målaren är ännu okänd, men var med i gruppen som dekorerade kyrkan och som tränades i Tărnovos konstskola.
Totalt 18 scener skildrar Sankt Nikolais liv. Målaren här visade självklara aspekter av dåtidens livsstil. I miraklet vid sjön och sjömännens hattar påminner om den venetianska flottan. Porträtten av kyrkans beskyddare - Kalojan och hans fru Desislava, såväl som de på bulgaiska tsaren Konstantin Tih och tsarinan Irina är bland de mest intressanta och verklighetstrogna freskerna i kyrkan.
Monumentet sattes 1979 upp på Unescos världsarvslista.

## Bilder

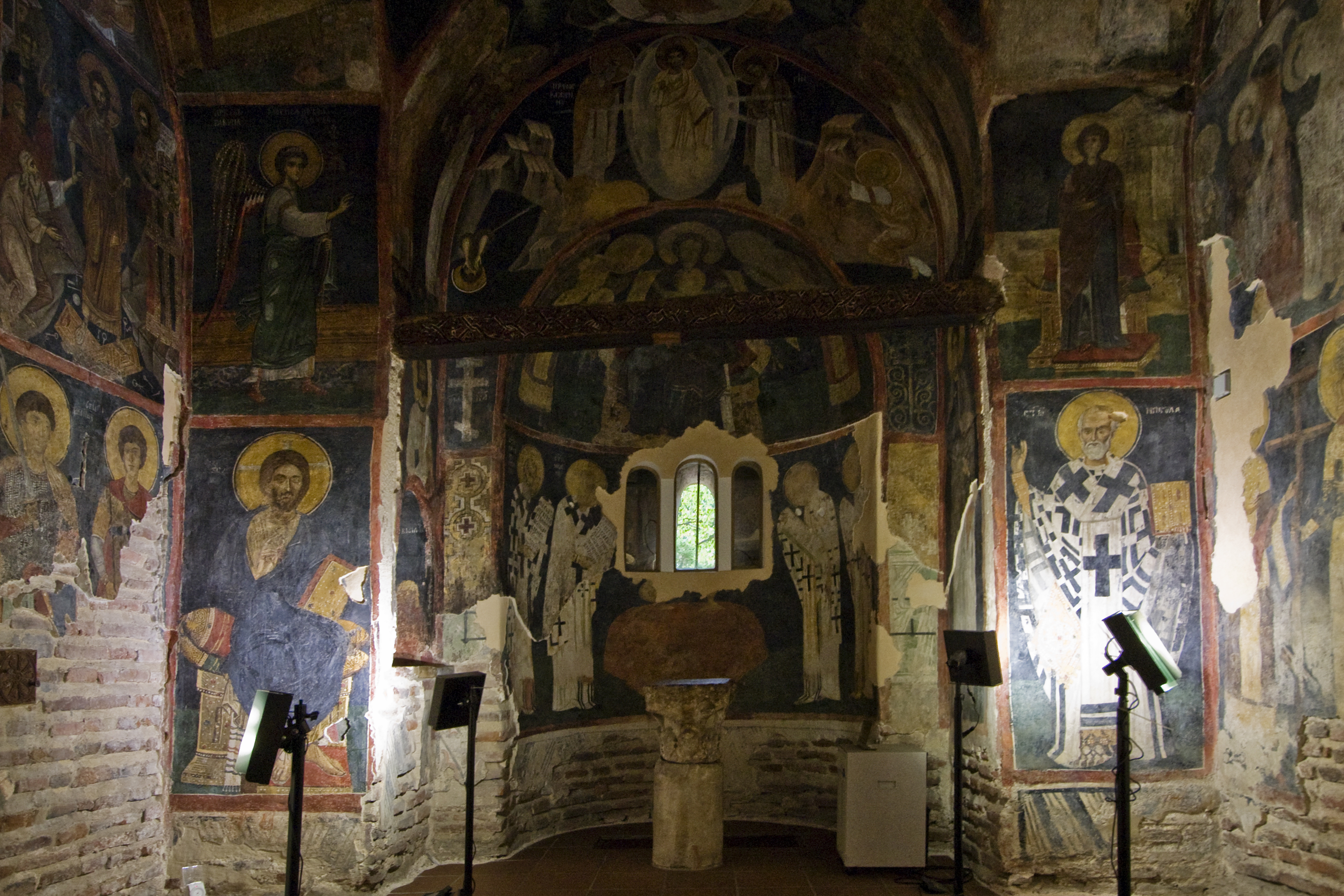
Interiör och altaret.
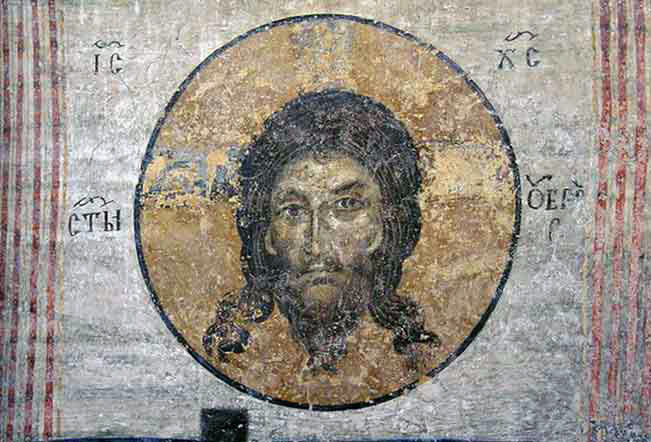
Mosaik.
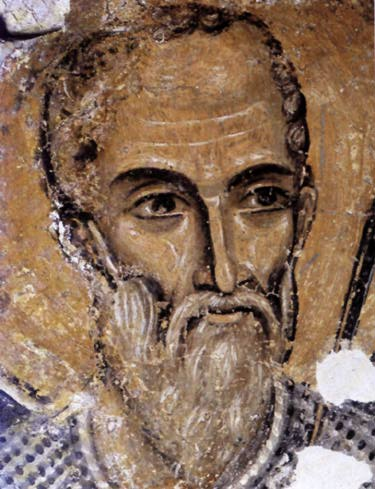
En fresk föreställande S:t Nicholas.
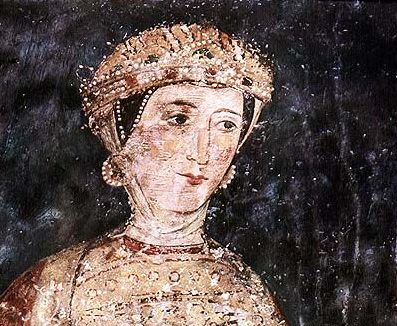
En fresk föreställande Desislava, en beskyddare.

## Källhänvisningar
1. ↑  "Världsarvskonventionen". NE.se. Läst 17 september 2014.
2. ↑  "UNESCO World Heritage Centre - Boyana Church". Unesco.org. Läst 17 september 2014. (engelska)